# Koona
Koona ist eine Landgemeinde im Departement Tessaoua in Niger.

## Geographie
Koona liegt am Übergang der Großlandschaft Sudan zur Sahelzone. Die Nachbargemeinden sind Baoudetta im Norden, Korgom im Osten, Gazaoua im Süden und Maïjirgui im Westen.
Bei den Siedlungen im Gemeindegebiet handelt es sich um fünf Dörfer und zwanzig Weiler. Der Hauptort der Landgemeinde ist das Dorf Koona. Ein weiteres größeres Dorf ist Dagouagé.

## Geschichte
Die französische Forschungs- und Militärexpedition Mission Foureau-Lamy machte am 22. November 1899 in Koona Station. Die französische Kolonialverwaltung richtete Anfang des 20. Jahrhunderts einen Kanton in Koona ein. Der Markt im Ort war einer der kleinen Märkte in der Region, die von der französischen Verwaltung zugelassen wurden. Der Kanton Koona wurde 1923 aufgelöst und dem Kanton Korgom angeschlossen. Im Jahr 2002 wurde Koona im Zuge einer landesweiten Verwaltungsreform als eigenständige Landgemeinde wieder aus Korgom ausgegliedert.

## Bevölkerung
Bei der Volkszählung 2012 hatte die Landgemeinde 14.888 Einwohner, die in 1.994 Haushalten lebten. Bei der Volkszählung 2001 betrug die Einwohnerzahl 10.990 in 1.524 Haushalten.
Im Hauptort lebten bei der Volkszählung 2012 6.729 Einwohner in 948 Haushalten, bei der Volkszählung 2001 5.598 in 779 Haushalten und bei der Volkszählung 1988 4.448 in 800 Haushalten.
In ethnischer Hinsicht ist die Gemeinde ein Siedlungsgebiet von Katsinawa.

## Politik
Der Gemeinderat (conseil municipal) hat 11 Mitglieder. Mit den Kommunalwahlen 2020 sind die Sitze im Gemeinderat wie folgt verteilt: 5 PNDS-Tarayya, 2 RPD-Bazara, 1 MPR-Jamhuriya, 1 PPN-RDA, 1 RANAA und 1 RDR-Tchanji.
Jeweils ein traditioneller Ortsvorsteher (chef traditionnel) steht an der Spitze der fünf Dörfer in der Gemeinde, darunter dem Hauptort.

## Wirtschaft und Infrastruktur
Die Gemeinde liegt in einer Zone, in der Regenfeldbau betrieben wird. Der Markt von Koona ist bedeutend für den Zwischenhandel von landwirtschaftlichen Erzeugnissen und Vieh und darin vergleichbar den benachbarten Märkten von Baoudetta, Gazaoua, Madobi und Maïjirgui. Hier werden die auf Lokalmärkten wie jenem in Toki erworbenen Waren weiter in die Märkte der Großstädte Agadez, Arlit und Niamey verkauft. Die Niederschlagsmessstation im Hauptort wurde 1981 in Betrieb genommen.
Im Hauptort ist ein Gesundheitszentrum des Typs Centre de Santé Intégré (CSI) vorhanden. Es verfügt über ein eigenes Labor und eine Entbindungsstation. Der CEG Koona ist eine allgemein bildende Schule der Sekundarstufe des Typs Collège d’Enseignement Général (CEG). Das Berufsausbildungszentrum Centre de Formation aux Métiers de Koona (CFM Koona) bietet Lehrgänge in Metallbau, familiärer Wirtschaft und Land-, Forst- und Weidewirtschaft an.